# Михаило Мића Станић
Михаило Мића Станић (1937—2009) био је српски вајар.

## Биографија
Рођен је 1937. године. Током Другог светског рата из Личке Удбине дошао је у Београд 1941. године. Као гимназијалац 6. мушке гимназије похађао је Спасићеву школу цртања. Додатно се припремао се за Академију у Шуматовачкој школи. ФЛУ је уписао 1960. године. Почетна знања остварио је код професора Илије Коларевића. Вајарство и магистратуру завршио је у класи Јована Кратофила 1966. године. Исте године постао је чнан УЛУС-а, од када је учествовао на свим значајнијим ликовним манифестацијама, као што су Октобарски салон, Пролећна и Јесења изложба и остале заједничке изложбе овог удружења.
Као редовни учесник вајарске манифестације „Слободни простор“. Добио је 1980. године извођачку награду слободног простора за скулптуру “Гусеница” постављену у кругу Сава центрау Београду. Скулптура је реализована у Даниловграду. Остварио је монументална дела у јавним просторима широм земље. Активни је учесник јавних конкурса и многобројних заједничких пројеката. Поред Београда излагао је у Земуну, Панчеву и другим градовима. Био је учесник колонија у Цазину, Даниловграду, Лудбрегу, Ечки,...
Успешно се бавио и педагошким радом. Интензивно је радио и меморијалну скулптуру остављајући иза себе велики опус портрета, фигуралних композиција у различитим дисциплинама и материјалима - рељефи, пуна пластика.
У богатој разноврсној уметничкој делатности прешао је све лествице значајног уметника: увек је имао довољну ширину за сажимање различитих принципа, стварајући нову самосвојну форму, остављајући иза себе богат и разнородан ликовни опус.

## Галерија
- Скулптура Михаила Станића
- Михаило Станић у атељеу
- Скулптура Гусенице
- Михајло Станић на академији
- Михаило Станић и сликар Бранко Станковић
- Војници
- Војник

## Напомена:
1. Kolarević Ilija, vajar, profesor (Veliko Selo kod Beograda, 24. V 1894 — Beograd, 3. II 1968)

http://www.riznicasrpska.net/likovnaumetnost/index.php?topic=188.0 Архивирано на веб-сајту  (30. јун 2016)
2. Kratohvil Jovan
( Beograd, 1924—1998. Bio profesor na Fakultetu likovnih umetnosti i rektor Univerziteta u Beogradu. https://web.archive.org/web/20180804013704/http://www.skulpture-srbija.com/kratohvil-jovan-140/
3. Šumatovačka škola:http://www.sumatovacka.rs/
4. Oktobarski salon:https://web.archive.org/web/20160321120027/http://oktobarskisalon.org/pocetna/